# نابینایان

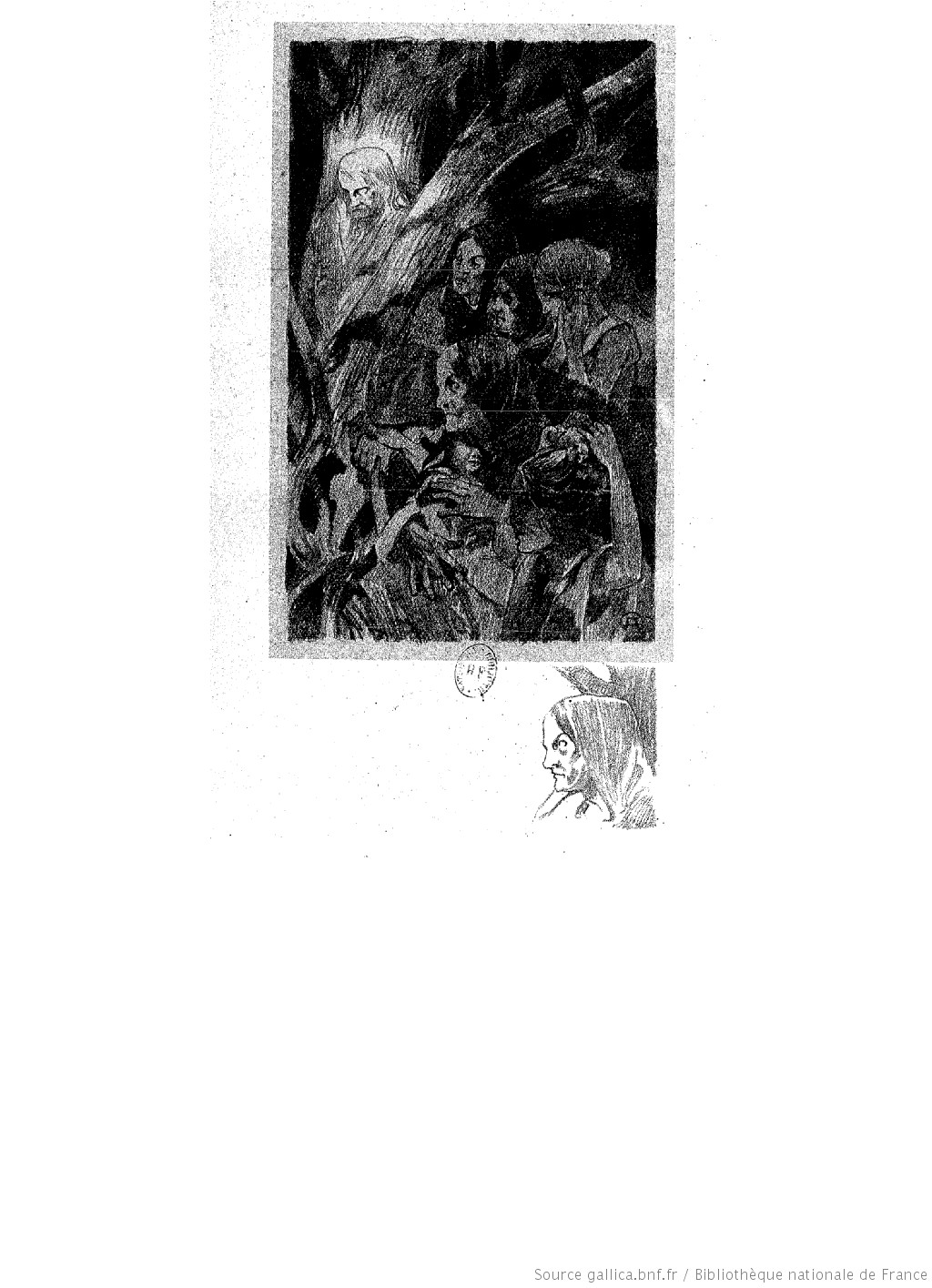
تصویری از نسخه فرانسوی نمایشنامه نابینایان اثز موریس مترلینک

نمایشنامه نابینا یا نابینایان نام اثری است از موریس مترلینک که در کشور ایران با نام نابینایان مشهور است.
در مورد نمایشنامه نابینایان اثر موریس مترلینک نوشته‌اند: «کوران بسیاری از نمایشنامه‌نویسان بزرگ جهان و از جمله «میشل دو گلدرود و ساموئل بکت» را تحت تأثیر خود قرار داده است.»
نمایشنامه نابینایان توسط اکرم رضایی بایندر ترجمه شده و بهمراه دو نمایشنامه دیگر در قالب یک کتاب از سوی نشر سفیر منتشر شده است.

## خلاصه داستان
کشیشی پیر، گروه نابینایان را به جنگل می‌برد تا آن‌ها به صدای خارج گلیسا گوش فرا دهند، او برای آوردن آب کورها را ترک می‌کند و آن‌ها بی‌حرکت منتظر بازگشت کشیش هستند. کشیش نمی‌خواهد کورها بدون شناخت اطراف در رختخواب بمیرند، او در کنار آن‌ها، ایستاده به خواب ابدی فرو رفته و کوران این قضیه را بعد از ساعت‌ها متوجه می‌شوند. این درک از مرگ، توسط پیرزنی که بیش از سایرین به حس‌های دیگر و به تجربه بها می‌دهد اتفاق می‌افتد.
موریس مترلینگ نویسنده، شاعر و فیلسوف بلژیکی؛ برنده نوبل ادبیات سال ۱۹۱۱ و برنده جایزه ادبیات نمایشی فرهنگستان زبان و ادبیات فرانسه در بیشتر آثار خود به فلسفه هستی می پردازد. در نظر او درک هستی کامل نمی‌شود مگر وقتی که مرگ را به عنوان بخشی از آن پذیرفته باشیم. موضوعی که در این نمایشنامه نیز به آن پرداخته می‌شود؛ واکنش انسانها به مرگ و دریافت آنها از این مسئله است. شخصیت‌های او در شرایط و موقعیت‌های مختلف به گونه‌ای متفاوت با این مسئله روبرو می شوند. او با روایتی سمبولیک مرگ را جزئی از زندگی و کامل‌کننده آن تصویر می‌کند.